# Trichocerapis peruana
Trichocerapis peruana är en biart som beskrevs av Urban 1989. Trichocerapis peruana ingår i släktet Trichocerapis och familjen långtungebin. Inga underarter finns listade i Catalogue of Life.